# Keine Zeit für Heldentum
Keine Zeit für Heldentum ist ein US-amerikanischer Kriegsfilm von Mervyn LeRoy und John Ford aus dem Jahr 1955. Die humorvolle Verfilmung des Romans Mister Roberts von Thomas Heggen und des darauf basierenden gleichnamigen Bühnenstücks von Heggen und Joshua Logan, der auch am Drehbuch mitgewirkt hat, feierte am 30. Juli 1955 in den USA Premiere.

## Handlung
Zweiter Weltkrieg im Pazifik: Die Mannschaft eines Marinefrachters der Vereinigten Staaten leidet unter den Schikanen und Demütigungen ihres herrischen Kapitäns Morton, der ihnen permanent Landgänge und Trinkgelage untersagt. Auf diesem Schiff sehnt sich Leutnant Roberts nach einem sinnvolleren Einsatz im Kampf. Jedoch werden seine wiederholten Versetzungsgesuche vom Kapitän nicht befürwortet. Roberts vereinbart mit Morton keine weiteren Anträge mehr einzureichen, im Gegenzug erhält die Besatzung Landgang.  Diese revanchiert sich damit, für ihn erfolgreich eine Versetzung zu beantragen, bei welcher sie Mortons Unterschrift fälschen. Roberts kommt auf einen US-Zerstörer. Die Mannschaft bekommt später einen Brief, wo ihnen mitgeteilt wird, dass Roberts bei einem Angriff der Japaner auf den Zerstörer getötet wurde.

## Hintergrund
Wegen unterschiedlicher Ansichten bezüglich der Figur des Lieutenants Roberts kam es zwischen Regisseur John Ford und Hauptdarsteller Henry Fonda schon nach kurzer Zeit zu einem Streit, der derart eskalierte, dass Ford in betrunkenem Zustand Fonda gegen eine Tür stieß. Als Ford wegen Gallenbeschwerden ins Krankenhaus eingeliefert wurde, sprang Mervyn LeRoy für ihn ein und stellte den Film (zum überwiegenden Teil) fertig.
Für Henry Fonda war Mister Roberts die erste Film-Hauptrolle seit Bis zum letzten Mann sieben Jahre zuvor. Wegen des Suizids seiner Ehefrau und Rollen beim Theater hatte er sich in der Zwischenzeit aus dem Filmgeschäft zurückgezogen. Für die Rolle waren auch William Holden und Marlon Brando im Gespräch, da die Produzenten unsicher waren, ob der mittlerweile fast 50-jährige Fonda noch beim Publikum beliebt war. Letztlich gelang Fonda allerdings das Comeback. Für William Powell in der Rolle des Doc war es der letzte Film, da er sich anschließend von der Schauspielerei zurückzog; für den weitgehend unbekannten Jack Lemmon bedeutete seine mit dem Oscar ausgezeichnete Nebenrolle dagegen einen wichtigen Karriereschritt.

## Deutsche Fassung
| Rolle                 | Darsteller     | Synchronsprecher |
| --------------------- | -------------- | ---------------- |
| Lt. Douglas Roberts   | Henry Fonda    | Wolf Ackva       |
| Captain Morton        | James Cagney   | Bum Krüger       |
| Lt. „Doc“             | William Powell | Klaus W. Krause  |
| Frank Thurlowe Pulver | Jack Lemmon    | Klaus Havenstein |
| Dolan                 | Ken Curtis     | Wolfgang Preiss  |

## Kritiken
„Routiniert inszenierte Mischung aus heiteren Episoden und rührender Ernsthaftigkeit; versierte Darsteller überspielen die patriotisch-propagandistische Grundstimmung des unterhaltsamen Films, der den Stumpfsinn in der Etappe für ein größeres Kriegsübel hält als den ‚Heldentod‘ an der Front.“

## Auszeichnungen

### Oscarverleihung 1956
- Oscar als bester Nebendarsteller (Jack Lemmon)

- Nominierungen
  - Bester Film (Leland Hayward)
  - Bester Ton (William A. Mueller)

### British Film Academy Award 1956
- nominiert als bester ausländischer Schauspieler (Jack Lemmon)

### Weitere Auszeichnungen
John Ford und Mervyn LeRoy waren für den Directors Guild of America Award nominiert.
Frank S. Nugent und Joshua Logan wurden für das beste amerikanische Drehbuch mit dem Writers Guild of America Award ausgezeichnet.